# Гладилина, Елена Вильгельмовна
Еле́на Вильге́льмовна Глади́лина (урождённая Якобсон, с 1948 года Петрова; 20 ноября 1937, Москва — 28 января 2003, там же) — советская и российская пианистка, музыкальный педагог. Заслуженный артист Российской Федерации (1994).

## Биография
Родилась в Москве в семье Вильгельма Германовича Якобсона (1889—1948), преподавателя английского языка в Московском институте международных отношений (МГИМО), и Клавдии Николаевны Петровой (1900—1988), филолога по образованию, которая работала старшим лаборантом на кафедре немецкого языка в этом же институте. Дед — крупный российский промышленник, купец первой гильдии Гешель Моисеевич (Герман Матвеевич) Якобсон (1856—?), личный почётный гражданин, был членом правления и директором Акционерного Общества чугунолитейного, механического и машиностроительного заводов «Густав Лист» в Москве, а также Акционерного общества Балтийской бумагокартонной фабрики в Риге.
В 1943 году начала занятия музыкой под руководством своей тёти М. Н. Петровой, у которой впоследствии училась в Сокольнической музыкальной школе. В 1950 году перешла в Центральную музыкальную школу, где её опекал Генрих Густавович Нейгауз. В 1956 году продолжила обучение у него в Московской государственной консерватории; Нейгауз называл Гладилину одной из лучших своих учениц. Окончила Московскую консерваторию в 1962 году, аспирантуру при ней — в 1966 году.
В 1965—1966 годах работала преподавателем фортепиано в Московском заочном педагогическом институте (МГЗПИ, ныне Московский государственный открытый педагогический университет им. Шолохова). С 1966 по 2003 год преподавала на кафедре общего фортепиано (с 2002 года межфакультетская кафедра фортепиано) Московской консерватории (с 1966 г. — преподаватель, с 1977 года — старший преподаватель, с 1988 года — доцент, с 2000 года — профессор). Выпустила большое количество учеников, среди них: А.М. Ветлугина, А.Е. Сафронов, А.Б. Филоненко, Е.Н. Черноусова..
В 1968 году был организован фортепианный дуэт Елена Гладилина — Наталья Юрыгина (Гноенская). В 1990 году дуэт стал членом Всесоюзной Ассоциации фортепианных дуэтов. «Дуэт, вписавший яркую, неповторимую страницу в историю фортепианно-ансамблевого музицирования, своим искусством на протяжении 35 лет вызывал восхищение как у многочисленных любителей музыки, так и у крупнейших современных музыкантов». С 1990 года Е. Гладилина и Н. Юрыгина также выступали в составе фортепианного квартета вместе с Евгенией Карпинской и Еленой Соколовой. В репертуаре дуэта и квартета были как классические произведения, так и музыка современных советских и российских авторов.
В 1994 году Е. В. Гладилина была удостоена звания «заслуженный артист России».

## Семья
- Муж (с 1962 года) — Валерий Тихонович Гладилин (род. 1940), брат писателя Анатолия Гладилина.
  - Сын — доктор филологических наук Никита Валерьевич Гладилин, литературовед, писатель.